# José Iván Gutiérrez
Pour les articles homonymes, voir Gutiérrez et Palacios.
Gutiérrez  Palacios est un nom espagnol. Le premier nom de famille, en général paternel, est Gutiérrez ; le second, en général maternel, souvent omis, est Palacios.

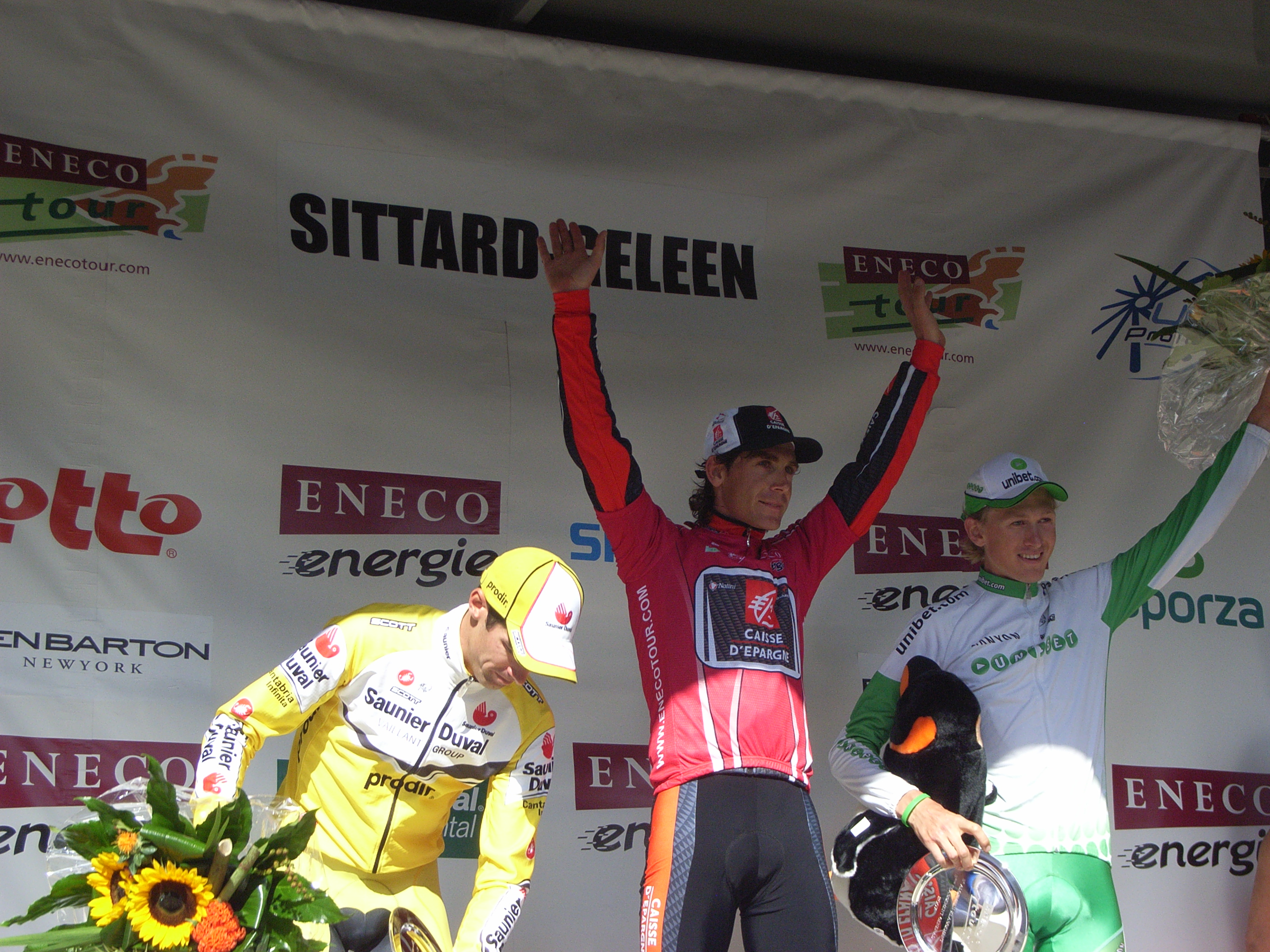
José Iván Gutiérrez lors de sa victoire à l'Eneco Tour 2007.

José Iván Gutiérrez Palacios, plus connu sous le nom d’Iván Gutiérrez, né le 27 novembre 1978 à Hinojedo (es), est un coureur cycliste espagnol, professionnel de 2000 à 2014. Vainqueur à deux reprises de l'Eneco Tour, il a notamment été vice-champion du monde du contre-la-montre en 2005. Son frère David a été également coureur professionnel une année dans l'équipe Footon-Servetto.

## Biographie
José Ivan Gutiérrez passe professionnel en 2000 au sein de l'équipe ONCE-Deutsche Bank. Après une année d'apprentissage, durant laquelle il parvient à obtenir le titre de champion d'Espagne du contre-la-montre, il réalise sa première performance notable en 2001, en remportant le Championnat d'Espagne de cyclisme sur route. À la fin de l'année, il est 107e mondial. 
En 2002, il passe dans l'équipe iBanesto.com, qui avait besoin de rouleurs, et remporte quelques courses mineures. C'est l'année suivante qu'il intègre pour la première fois les cent premiers du classement UCI : sa quatrième place au Tour de Murcie et sa cinquième place au Regio-Tour ainsi que ses victoires au Tour d'Émilie et à l'Escalade de Montjuïc lui permettent d'atteindre la 83e place.
2004 est pour Gutiérrez une très bonne saison : il réalise de bonnes performances dans les courses par étapes (deuxième du Tour de Murcie, du Critérium international, troisième du Tour de Castille-et-León et confirme son statut de bon rouleur (il est une nouvelle fois champion d'Espagne du contre-la-montre et termine troisième du Grand Prix des Nations). Sa 37e place mondiale lui permet de faire partie des leaders de l'équipe. 
Sa saison 2005 est plus mitigée : s'il remporte une troisième fois le championnat d'Espagne du contre-la-montre et qu'il termine deuxième du championnat du monde de la discipline, s'affirmant ainsi parmi les meilleurs rouleurs du peloton, il ne remporte que la Classique d'Almeria, et ne réalise pas d'autres performances majeures.
Il renoue avec la réussite en 2006, atteignant la quatrième place du Tour méditerranéen et du Critérium international, la deuxième du Tour de Murcie, et remportant plusieurs étapes dans ces courses et au Tour de Burgos. 
En 2007, il gagne le Tour méditerranéen et l'Eneco Tour. 
En 2008, il gagne l'Eneco Tour pour la deuxième fois. 
En 2009, c'est une année blanche pour lui il se contente d'un contre-la-montre par équipe au Tour méditerranéen. Il participe une fois de plus au championnat du monde. 
En 2010, il renoue avec la victoire au Championnat d'Espagne de cyclisme sur route ou il termine deuxième du champion d'Espagne du contre-la-montre et troisième du Trofeo Deià. Il est notamment dans l'échappée de la cinquième étape du Tour de France 2010 puis il termine a la sixième du Tour de Burgos avec une deuxième place lors de la deuxième étape et sixième lors de l'étape reine. Il est appelé en remplacement de Rubén Plaza pour l'épreuve contre-la-montre des championnats du monde à Melbourne. Il termine a la 17e place des  championnats du monde contre-la-montre.
José Iván Gutiérrez chute lors de la 6e étape du Tour de France 2012 et se blesse à un genou. Il est non-partant le lendemain.
Fin 2014, il arrête sa carrière de coureur cycliste et intègre l'encadrement de l'équipe Movistar. En janvier 2017, il revient sur les problèmes qui l'ont conduit à abandonner le cyclisme et plongé dans une profonde dépression. Il déclare à ABC Deportes : « Le cyclisme est un sport stressant très difficile, et il est venu un moment où j'ai senti que quelque chose ne fonctionnait pas. Je me suis retiré du Tour cette année [2013] en raison d'un effondrement mental, une panique. Dans les Pyrénées, je suis descendu du vélo. Je voulais juste disparaître de la course, puis de la carte. ». Cependant ses problèmes n'ont pas disparu avec l'arrêt de sa carrière en 2014. Il confie avoir été hospitalisé onze fois à la suite de tentative de suicide. Par la suite, en 2017, il estime être sorti de sa dépression, que sa santé s'est améliorée et il commence une collaboration avec le Racing de Santander, l'équipe de sa région.

## Palmarès et résultats

### Palmarès amateur
- 1995
  -  Champion d'Espagne du contre-la-montre juniors
- 1998
  - Itsasondoko Saria
  - Oñati Saria
  - 3e de la Prueba San Juan
  - 3e du Trofeo Castillo de Monjardín
- 1999
  -  Champion du monde du contre-la-montre espoirs
  - Premio Primavera
  - Subida a Altzo
  - Itsasondoko Saria
  - 2e du Trophée Eusebio Vélez
  - 2e du Mémorial Sabin Foruria
  - 2e du San Bartolomé Saria

### Palmarès professionnel
- 2000
  -  Champion d'Espagne du contre-la-montre
  - 4e étape du Tour de France (contre-la-montre par équipes)
- 2001
  -  Champion d'Espagne sur route
  - 1re étape du Tour de Catalogne (contre-la-montre par équipes)
  - Grand Prix International CTT Correios de Portugal
- 2002
  - 2e étape du Tour de Burgos
  - GP Llodio
  - 2e du Challenge de Majorque
- 2003
  - Tour d'Émilie
  - Escalade de Montjuïc :
    - Classement général
    - Course en ligne et contre-la-montre

  - 3e du Tour de la province de Lucques
- 2004
  -  Champion d'Espagne du contre-la-montre
  - 2e étape du Tour de Murcie (contre-la-montre)
  - 1re et 2e (contre-la-montre par équipes) étapes du Tour de Castille-et-León
  - 2e du Critérium International
  - 2e du Tour de Murcie
  - 3e du Tour de Castille-et-León
  - 3e du Grand Prix des Nations
  - 9e du championnat du monde du contre-la-montre
- 2005
  -  Champion d'Espagne du contre-la-montre
  - Clásica de Almería
  -  Médaillé d'argent du championnat du monde du contre-la-montre
- 2006
  - 2e étape du Tour méditerranéen
  - Tour de Murcie:
    - Classement général[5]
    - 3e étape (contre-la-montre)

  - 3e (contre-la-montre) et 5e étapes du Tour de Burgos
  - 2e du Tour de Murcie
- 2007
  -  Champion d'Espagne du contre-la-montre
  - Tour méditerranéen :
    - Classement général
    - 1re étape (contre-la-montre par équipes)

  - 1re étape du Tour de Catalogne (contre-la-montre par équipes)
  - Classement général du Eneco Tour
  - 7e du championnat du monde du contre-la-montre
- 2008
  - 1re étape du Tour de la Communauté valencienne
  - Eneco Tour :
    - Classement général
    - Prologue

  - 3e du championnat d'Espagne contre-la-montre
- 2009
  - 2e étape du Tour méditerranéen (contre-la-montre par équipes)
- 2010
  -  Champion d'Espagne sur route
  - 2e du championnat d'Espagne du contre-la-montre
  - 3e du Trofeo Deià
- 2011
  - 3e du championnat d'Espagne du contre-la-montre[n 3],[7].

### Résultats sur les grands tours

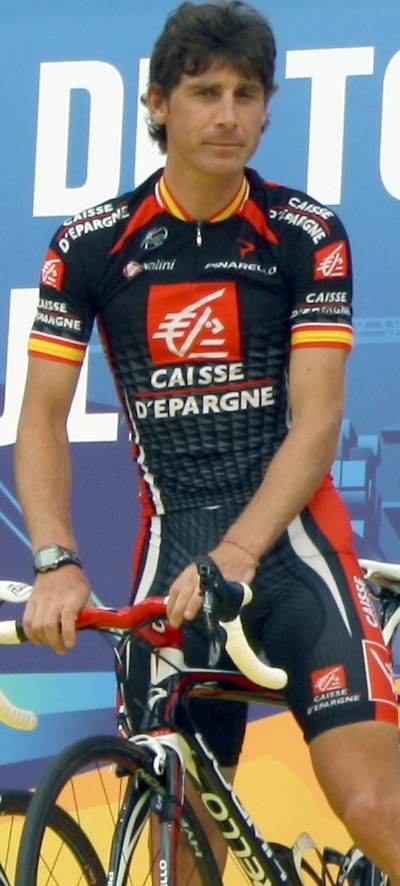
José Iván Gutiérrez lors de la présentation du Tour de France 2010.

#### Tour de France
10 participations
- 2000 : abandon (11e étape), vainqueur de la 4e étape (contre-la-montre par équipes)
- 2001 : 64e
- 2004 : 51e
- 2007 : 22e
- 2008 : 56e
- 2009 : 71e
- 2010 : 48e
- 2011 : 102e
- 2012 : non-partant (7e étape)
- 2013 : abandon (9e étape)

#### Tour d'Italie
1 participation
- 2006 : 24e

#### Tour d'Espagne
3 participations
- 2002 : 100e
- 2005 : abandon (9e étape)
- 2013 : 119e